# Mercer Motors Corporation

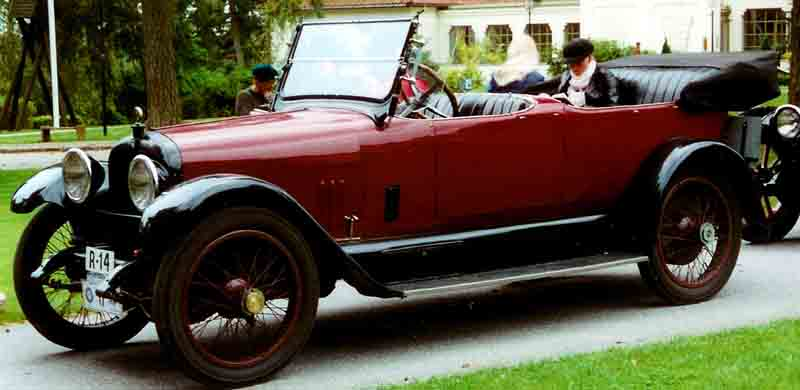
Mercer 22/72 Touring (1916)

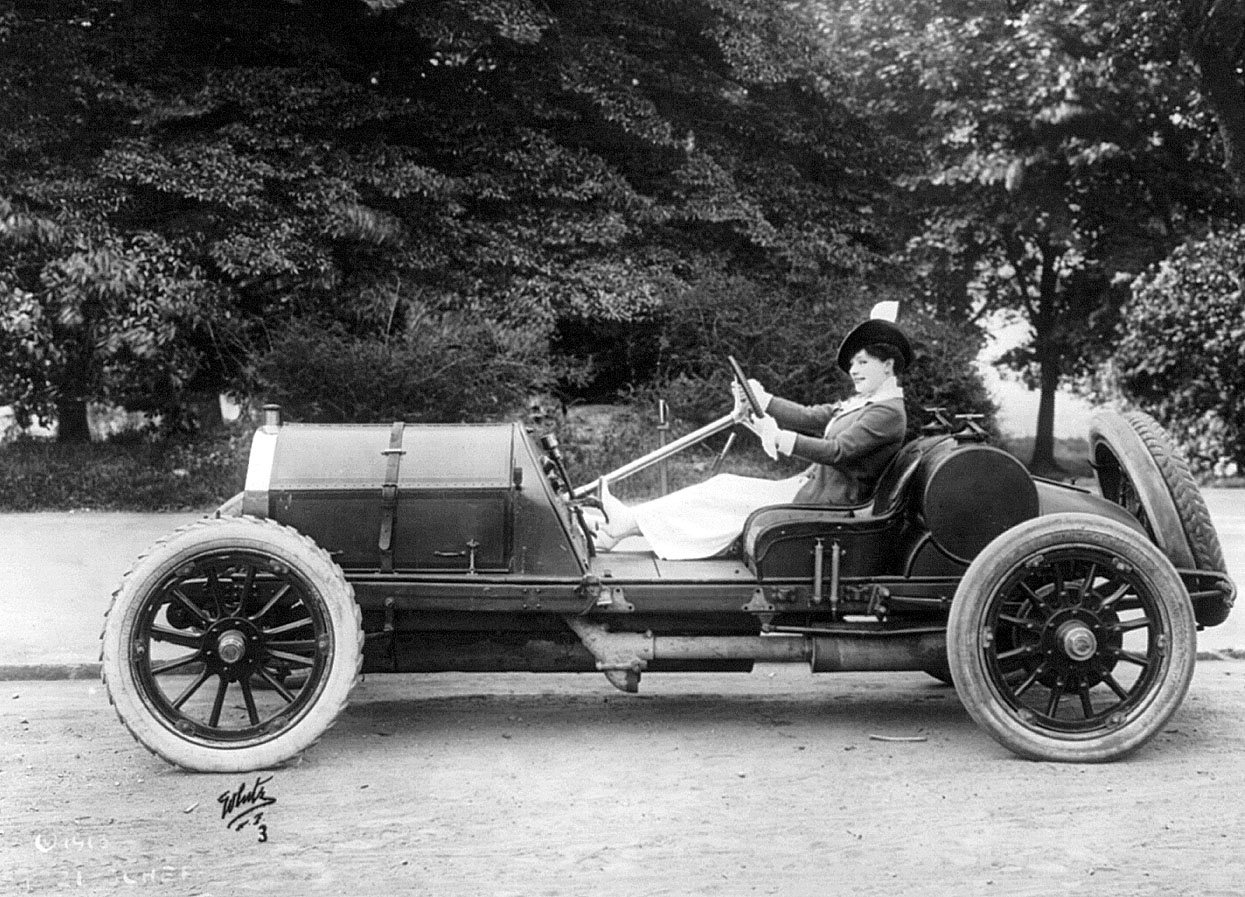
Fritzi Scheff al volante de su Mercer Type 35R Raceabout (1913)

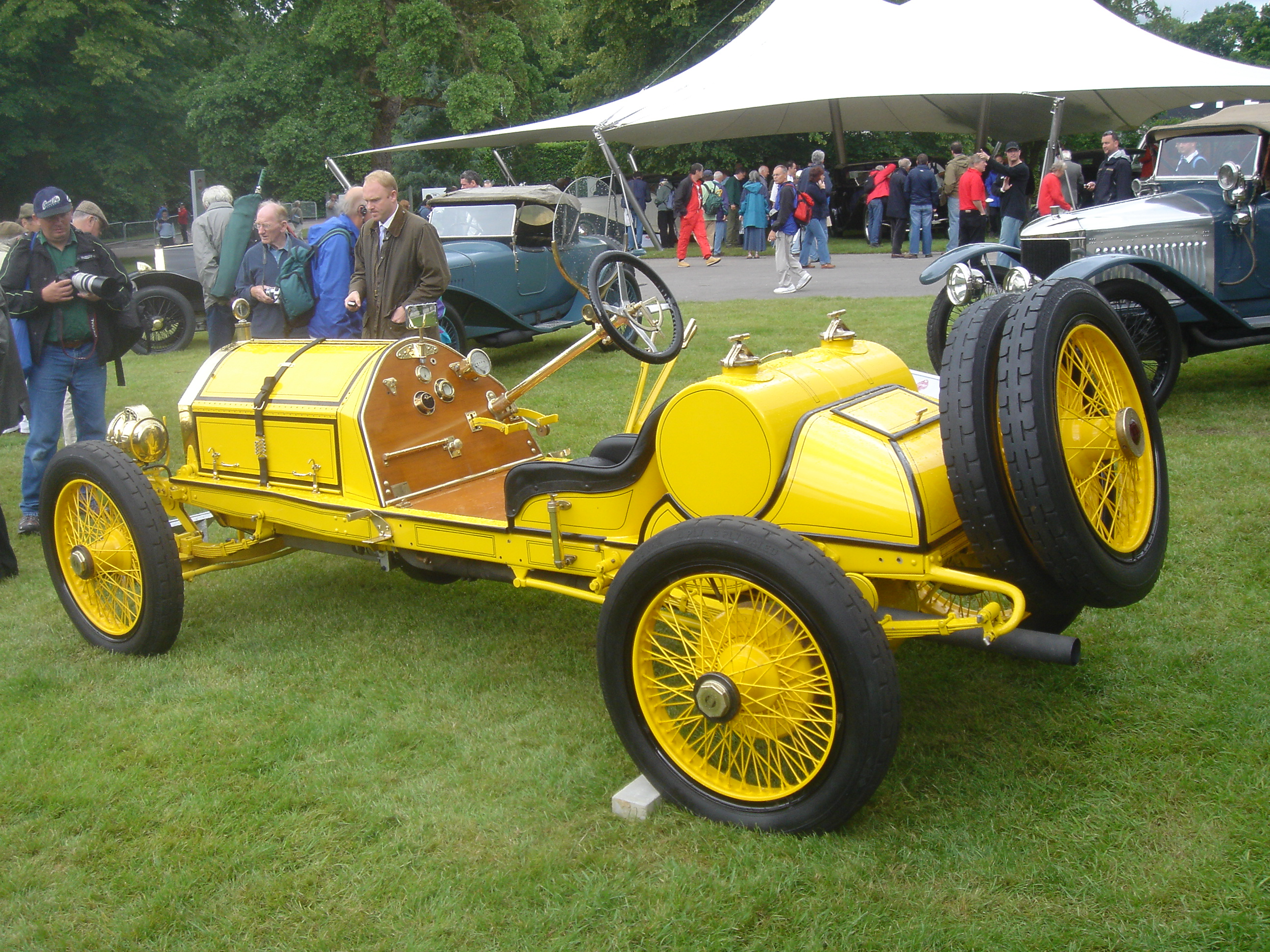
Mercer Raceabout (1912) en el Festival de Velocidad de Goodwood 2007

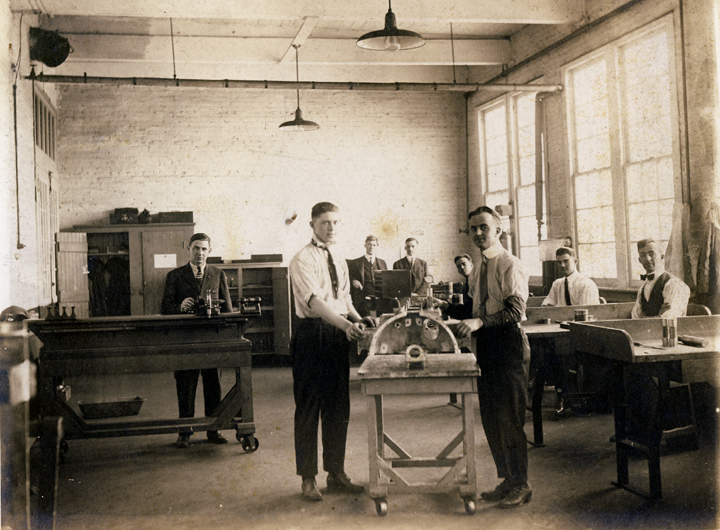
Harold Higgins (extremo izquierdo) con un grupo de trabajadores, incluido el piloto Eddie Pullen. Taller de Mercer Automobile Co., hacia 1910. (Foto proporcionada por Janelle Higgins Jones)

Mercer Motors Corporation, anteriormente Mercer Autocar Company, Mercer Automobile Company y Mercer Motors Company, fue un fabricante de automóviles estadounidense que desarrolló su actividad entre 1910 y 1931. 

## Historia
Mercer reunió varias personas con gran talento. Ferdinand Roebling, hijo de John A. Roebling, presidió la compañía, y su sobrino Washington Roebling II era el director gerente. La familia Roebling tuvo mucho éxito en la fabricación de cables de acero y puentes colgantes, por lo que estaban acostumbrados a trabajos de ingeniería. El director financiero era John L. Kuser, quien, junto con sus hermanos Frederick y Anthony, había acumulado una fortuna sustancial con sus inversiones en bancos, cervecerías y bebidas embotelladas. 
Washington Roebling era amigo de William Walter, quien había fabricado una pequeña cantidad de automóviles de lujo en la ciudad de Nueva York. La familia Kuser era propietaria de una cervecería desocupada en Hamilton, Nueva Jersey, donde se alojaron Walter y su fábrica en 1906. Sin embargo, había acumulado tanta deuda en 1909, que las familias Roebling y Kuser intervinieron antes de que tuviera que declararse en bancarrota. Cambiaron el nombre de la compañía a Mercer, en referencia al condado de Mercer en Nueva Jersey. El nombre de la compañía en 1910 era Mercer Autocar Company y tenía su sede en Trenton, Nueva Jersey.  Ese mismo año, la compañía pasó a llamarse Mercer Automobile Company. Gracias al talento de sus ingenieros y pilotos de carreras, la compañía alcanzó el éxito, centrándose en las competiciones automovilísticas. 
En octubre de 1919, después de la muerte del último hermano Roebling (Washington Roebling II murió en 1912 en el hundimiento del Titanic), una firma de Wall Street compró la compañía, y puso al exvicepresidente de Packard, Emlen Hare, al mando, lo que supuso que Mercer quedara bajo el paraguas de Hare's Motors. El nuevo nombre de la compañía fue Mercer Motors Company. Hare tenía planes de expansión, para lo que amplió la gama de modelos, aumentó la capacidad de producción y también compró las marcas Locomobile y Crane-Simplex. En los años siguientes, Hare's Motors tuvo que pagar un alto precio por estas adquisiciones debido a la recesión: Locomobile fue liquidada y adquirida por Durant Motors en 1922, y Mercer fabricó sus últimos automóviles en 1925. En total, la empresa había producido alrededor de 5000 unidades. 
La Elcar Motor Company trató de revivir la marca. El 21 de noviembre de 1929, el nombre de la empresa pasó a ser Mercer Motors Corporation, con su sede en Elkhart, Indiana. Se presentaron dos vehículos en el Salón del Automóvil de Nueva York, aunque las fuentes discrepan si fue en enero de 1930 o en enero de 1931. La empresa se disolvió en 1931. 

## Tipo 35R Raceabout
Este modelo fue uno de los automóviles deportivos más conocidos de la década: el Mercer Type 35R Raceabout de 1910, un Speedster desnudo de dos plazas, diseñado para alcanzar una velocidad "segura y fiable" de 70 mph, aunqje alcanzaba más de 90. El motor de cuatro cilindros en V con válvulas de aspiración tenía una cilindrada de 4.9 litros, y desarrollaba 58 CV (42 kW). Ganó cinco de las seis carreras en las que se inscribió en 1911, y siguieron cientos de otras victorias. El Raceabout se convirtió en uno de los mejores coches de carreras de su tiempo, altamente valorado por su alta calidad de fabricación y sus excelentes características de conducción. 
Durante la carrera por el Trofeo Nacional de Elgin de 1914, disputada en Elgin, Illinois, dos coches chocaron y resultaron destruidos. Uno de los conductores, Spencer Wishart, un conocido piloto de carreras que siempre llevaba camisa y corbata debajo del mono, murió en el accidente junto con su mecánico, John Jenter. Esto llevó a la compañía a detener sus actividades en las carreras. El diseñador del Raceabout dejó la compañía aquel año, y ninguno de los siguientes diseños alcanzó la fama y la ambición del 35R. 
En febrero de 1914, Eddie Pullen, que había estado en la compañía desde 1910, ganó el Gran Premio de los Estados Unidos sobre un recorrido de más de 403 millas (650 km). Pullen aparece junto al gerente del taller Harold Higgins en la imagen adjunta, exactamente a la derecha de la caja de cambios.